# Flühli
Flühli és un municipi del cantó de Lucerna (Suïssa), situat al districte d'Entlebuch.